# 湘南慶育病院
湘南慶育病院（しょうなんけいいくびょういん）は、神奈川県藤沢市にある医療機関。慶應義塾大学湘南藤沢キャンパスに隣接し、藤沢市マスタープラン「健康と文化の森」構想によるまちづくりの中核施設となる病院である。慶應義塾大学や企業との連携により先進的な医療ICTサービスの提供を目標としている。病院名の「慶育」は、連携者である慶應義塾大学と運営者である医療法人社団の健育会からそれぞれ1文字ずつとって命名された。

## 沿革
- 2017年（平成29年） 
  - 11月 - 開院

## 診療科目・外来診療
- 総合診療内科
- 循環器内科
- 呼吸器内科
- 消化器内科
- 腎臓・内分泌・代謝内科
- 神経内科
- 外科
- 消化器外科
- 整形外科
- 眼科
- 皮膚科
- 泌尿器科
- 耳鼻咽喉科
- リハビリテーション科
- 放射線科
- 麻酔科

## 医療機関の指定等
- 保険医療機関
- 労災保険指定医療機関
- 生活保護法指定医療機関

## 施設
- 病床数：230床（一般病棟30床・地域包括ケア病棟50床・回復期リハビリテーション病棟100床・療養病棟50床）
- 人工透析：（4床）

## 交通アクセス
- 小田急電鉄・相模鉄道・横浜市営地下鉄：湘南台駅下車、湘南台駅西口1番バス乗り場から、神奈中バス「慶応大学」行きに乗り、「慶応大学」バスロータリーで下車（約10〜15分）。

- JR東海道線：辻堂駅下車、辻堂駅北口3番バス乗り場から、神奈中バス「慶応大学」行きに乗り、「慶応大学」バスロータリーで下車（約20分）。

- 2018年より周辺地域を中心に無料送迎バスが運行されている。